# Hellmut Seier
Hans Hellmut Seier (* 7. Juni 1929 in Berlin; † 27. Dezember 2019) war ein deutscher Historiker.

## Leben
Hellmut Seier besuchte von 1935 bis 1946 die Körner-Schule (später Hegel-Schule) in Berlin-Köpenick und legte dort sein Abitur ab. Er arbeitete bis 1952 als Journalist und absolvierte parallel ein Studium der Geschichte und Germanistik an der Deutschen Hochschule für Politik und der Freien Universität Berlin. 1956 wurde er bei Hans Herzfeld über die Staatsidee bei dem Historiker Heinrich von Sybel promoviert. Von 1956 bis 1959 war er Wissenschaftlicher Mitarbeiter beim Senator für Inneres Berlin und von 1960 bis 1970 Wissenschaftlicher Assistent am Historischen Seminar der Universität Frankfurt am Main. Von 1966 bis 1968 erhielt er ein Stipendium der DFG. 1970 erfolgte seine Habilitation an der Universität Frankfurt am Main zum Thema Eugen Schiffer und die Nationalliberale Partei. Die Habilitationsschrift blieb ungedruckt. Seier war von 1970 bis zu seiner Emeritierung 1994 Professor für Neuere und Neueste Geschichte an der Philipps-Universität Marburg. Er vertrat Lehrstühle an den Universitäten Hamburg (1972/73) und Saarbrücken (1977). 1974/75 war er Dekan des Fachbereichs Geschichtswissenschaften der Universität Marburg.

## Wirken
Zu Seiers Forschungsschwerpunkten gehörten die Geschichte der Geschichtsschreibung des 19. und 20. Jahrhunderts, die Verfassungsgeschichte, die Wissenschafts- und Universitätsgeschichte, die Geschichte des Deutschen Bundes, die Geschichte des politischen Liberalismus sowie die hessische Landesgeschichte. In der Regional- und Landesgeschichte befasste sich Seier mit der Geschichte des Kurfürstentums Hessens sowie der Entwicklung von Stadt und Universität Marburg.
Akademische Schüler von Seier sind unter anderem Ewald Grothe, Anne Christine Nagel, Ulrich Sieg und Winfried Speitkamp. Seier war Mitglied der Historischen Kommission für Hessen.

## Schriften (Auswahl)
Schriftenverzeichnis von Hellmut Seier in: Winfried Speitkamp (Hrsg.): Staat, Gesellschaft, Wissenschaft. Beiträge zur modernen hessischen Geschichte (= Veröffentlichungen der Historischen Kommission für Hessen. Bd. 55). Elwert, Marburg 1994, ISBN 3-7708-1025-2, S. 391–395.
Monografien
- Die Staatsidee Heinrich von Sybels in den Wandlungen der Reichsgründungszeit 1862/71 (= Historische Studien. Bd. 383, ZDB-ID 514152-7). Matthiesen, Lübeck, Hamburg 1961 (zugleich: Berlin, Freie Universität, Dissertation, 1956).
- Sylvester Jordan und die Kurhessische Verfassung von 1831. Festschrift anläßlich der Gedenkfeier für Sylvester Jordan am 31. Oktober 1981 in der Aula der Alten Universität zu Marburg (= Marburger Stadtschriften zur Geschichte und Kultur. Bd. 1). Presseamt des Magistrats, Marburg 1981, ISBN 3-9800490-1-9.

Sammelbände
- mit Dieter Rebentisch und Paul Kluke: Außenpolitik und Zeitgeschichte. Ausgewählte Aufsätze zur englischen und deutschen Geschichte des 19. und 20. Jahrhunderts (= Frankfurter Historische Abhandlungen. Bd. 8). Steiner, Wiesbaden 1974, ISBN 3-515-01826-3.
- mit Walter Heinemeyer und Thomas Klein: Academia Marburgensis. Beiträge zur Geschichte der Philipps-Universität Marburg (= Academia Marburgensis. Bd. 1). Elwert, Marburg 1977, ISBN 3-7708-0584-4.
- mit Lothar Kettenacker und Manfred Schlenke: Studien zur Geschichte Englands und der deutsch-britischen Beziehungen. Festschrift für Paul Kluke. Fink, München 1981, ISBN 3-7705-1983-3.

Editionen
- Akten zur Entstehung und Bedeutung des kurhessischen Verfassungsentwurfs von 1815/16 (= Veröffentlichungen der Historischen Kommission für Hessen. Bd. 48, 1 = Vorgeschichte und Geschichte des Parlamentarismus in Hessen. Bd. 2). Bearbeitet von Winfried Speitkamp und Hellmut Seier. Elwert, Marburg 1985, ISBN 3-7708-0818-5.
- Akten und Dokumente zur kurhessischen Parlaments- und Verfassungsgeschichte 1848–1866 (= Veröffentlichungen der Historischen Kommission für Hessen. Bd. 48, 2 = Vorgeschichte und Geschichte des Parlamentarismus in Hessen. Bd. 4). Bearbeitet von Ulrich von Nathusius und Hellmut Seier. Elwert, Marburg 1987, ISBN 3-7708-0866-5.
- Akten und Briefe aus den Anfängen der kurhessischen Verfassungszeit. 1830–1837 (= Veröffentlichungen der Historischen Kommission für Hessen. Bd. 48, 4 = Vorgeschichte und Geschichte des Parlamentarismus in Hessen. Bd. 8). Bearbeitet von Ewald Grothe und Hellmut Seier. Elwert, Marburg 1992, ISBN 3-7708-0993-9.
- Akten und Eingaben aus dem kurhessischen Vormärz 1837–1848 (= Veröffentlichungen der Historischen Kommission für Hessen. Bd. 48, 6 = Vorgeschichte und Geschichte des Parlamentarismus in Hessen. Bd. 15). Bearbeitet von Bernd Weber und Hellmut Seier. Elwert, Marburg 1996, ISBN 3-7708-1074-0.